# 火筒竹
火筒竹（学名：Schizostachyum xinwuense）为禾本科思劳竹属下的一个种。

## 扩展阅读
- 維基物種上的相關：火筒竹